# غوستاف هوغو
غوستاف فون هوغو, (بالألمانية: Gustav von Hugo), (وِلد في 23 نوفمبر 1764 - وتُوفي في 15 سبتمبر 1844), هُوّ فيلسوف ومشرع وَحقوقي وَقانوني ألماني.

## سيرته
وِلد في مدِينة لراخ بِبادن في 23 نوفمبر 1764 لِأب ألماني هُوّ يوهان مايكل هوغو, (1718-1799) الذي كان يَعمل كَكاتب ولِأُم ألمانية تُدعى صوفيا إليزابيث.
دَرَس غوستاف في مَدرسة Gymnasium بِمدينة كارلسروه وعِندما تخرج مِنها في عام 1782 التحق بِجامعة غوتنغن حيثُ تَلقى علوم القانون ودرسها لِمُدة ثلاث سنوات تقريباً ثُمّ أخذ شهادة الدكتوراه مِن جامعة هاله في عام 1788 وفي نفس العام أُستُدعي لِيعمل كَأستاذ مُشارك في جامعة غوتنغن ثُمّ عُين في عام 1792 كَأُستاذ كامل وخِلال هذه الفترة من حياته أُشتُهِر عن غوستاف صداقته الوَطيدة مع الأخوان غريم كَما ٱشتُهِر بِرسائله الكثيرة الشخصيّة والسرية جداً مَعَهُم.
وفي عام 1797 تزَوّج غوستاف من امرأةً تُدعى جولي (1774-1821), وأنجب مِنها بنتاً سماها بولين هوغو التي تزوجت من فَيلسوف هولندي يُسمى كارل مولر.
أعظم أعماله Lehrbuch eines civilistischen Cursus ‏(7 مجلدات، 1792–1821)، وفيه طوّر أسلوب التشريعي، وعمله الآخر Zivilistisches Magazin ‏(6 مجلدات، 1790–1837).
كَما أسس ما يُسمى المدرسة التاريخية الألمانية في التشريع، التي فيمَا بعد انتمى إليها وواصل تطويرها واستمر في توسيع نطاقها فريدرش كارل فون سافيني.
عُرِف عن كارل ماركس أنه إنتقَد وتَهكم على غوستاف هوغو وسخر منه، في كِتابه "Rheinische Zeitung"، لِتبريره «السلطة العشوائية» وَدِفاعه عن الظلم المجتمعي والاستغلال ببساطة لأن المنظومة التي أفرزتهما موجودة.
تُوفي غوستاف في 15 سبتمبر 1844 بِمدينة غوتينغن وذلِك بعد صِراع طويل مع الأمراض.